# Sonkol
Sonkol (rusky Сон-Куль) je jezero v Ťan-šanu na severu Narynské oblasti v Kyrgyzstánu. Má rozlohu 278 km² a maximální hloubku 22 m.

## Poloha
Leží mezi hřbety Sonkoltau a Moldotau v nadmořské výšce 3016 m. Je tektonického původu. Pobřeží je převážně nízké, jen mírně členité a částečně bažinaté. Do jezera ústí řada mělkých řek a odtéká řeka Sonkol (pravý přítok řeky Naryn). Zamrzá na konci září a rozmrzá na konci května.